# Keisuke Kurokawa
Keisuke Kurokawa (黒川 圭介?, Kurokawa Keisuke; Hyōgo, 13 aprile 1997) è un calciatore giapponese, difensore del Gamba Osaka.

## Caratteristiche tecniche
È un terzino sinistro.

## Statistiche

### Presenze e reti nei club
Statistiche aggiornate al 8 dicembre 2024.
| Stagione           | Club               | Campionato         | Campionato | Campionato | Coppe nazionali | Coppe nazionali | Coppe nazionali | Coppe continentali | Coppe continentali | Coppe continentali | Altre coppe | Altre coppe | Altre coppe | Totale | Totale |
| Stagione           | Club               | Comp               | Pres       | Reti       | Comp            | Pres            | Reti            | Comp               | Pres               | Reti               | Comp        | Pres        | Reti        | Pres   | Reti   |
| ------------------ | ------------------ | ------------------ | ---------- | ---------- | --------------- | --------------- | --------------- | ------------------ | ------------------ | ------------------ | ----------- | ----------- | ----------- | ------ | ------ |
| 2019               | Gamba Osaka        | J1                 | 1          | 0          | CG+CdL          | 0+2             | 0               | -                  | -                  | -                  | -           | -           | -           | 3      | 0      |
| 2020               | Gamba Osaka        | J1                 | 2          | 0          | CG+CdL          | 0+2             | 0               | -                  | -                  | -                  | -           | -           | -           | 4      | 0      |
| 2020               | Gamba Osaka U-23   | J3                 | 19         | 1          | -               | -               | -               | -                  | -                  | -                  | -           | -           | -           | 19     | 1      |
| 2021               | Gamba Osaka        | J1                 | 19         | 0          | CG+CdL          | 3+1             | 0               | ACL                | 6                  | 0                  | SG          | 0           | 0           | 29     | 0      |
| 2022               | Gamba Osaka        | J1                 | 29         | 2          | CG+CdL          | 2+4             | 0               | -                  | -                  | -                  | -           | -           | -           | 35     | 2      |
| 2023               | Gamba Osaka        | J1                 | 33         | 2          | CG+CdL          | 0+7             | 0               | -                  | -                  | -                  | -           | -           | -           | 40     | 2      |
| 2024               | Gamba Osaka        | J1                 | 38         | 0          | CG+CdL          | 6+0             | 0               | -                  | -                  | -                  | -           | -           | -           | 44     | 0      |
| Totale Gamba Osaka | Totale Gamba Osaka | Totale Gamba Osaka | 122        | 4          |                 | 27              | 0               |                    | 6                  | 0                  |             | 0           | 0           | 155    | 4      |
| Totale carriera    | Totale carriera    | Totale carriera    | 141        | 5          |                 | 27              | 0               |                    | 6                  | 0                  |             | 0           | 0           | 174    | 5      |